# Гладка Зоряна Орестівна
Зоря́на Оре́стівна Гладка́ (13 червня 1966, Львів — 31 липня 2017, там само) — українська поетеса.

## Біографія
Народилася 13 червня 1966 року у Львові.
Закінчила філологічний факультет Львівського університету ім. І. Франка. Працювала керівником літературної студії «Галиця» Львівської обласної Малої академії наук.
Автор поетичних книжок «Зміїні вірші», «Сповідь гедоністичної монахині», численних публікацій в альманахах, періодичних виданнях.
Дипломант міжнародного літературного конкурсу «Гранослов».
Померла 31 липня 2017 року у віці 51 року у Львові, похована в родинному гробівці на Янівському цвинтарі.